# Osthelderichola
Osthelderichola là một chi bướm đêm thuộc họ Noctuidae.